# Roberto Gomes Guimarães
Roberto Gomes Guimarães (ur. 3 stycznia 1936 w Campos, zm. 29 maja 2025 tamże) – brazylijski duchowny rzymskokatolicki, w latach 1996–2011 biskup Campos.

## Życiorys
Święcenia kapłańskie przyjął 8 grudnia 1961. 22 listopada 1995 został prekonizowany biskupem Campos. Sakrę biskupią otrzymał 7 stycznia 1996. 8 czerwca 2011 przeszedł na emeryturę.